# Arnett Gardens Football Club
O Arnett Gardens Football Club é um clube de futebol sediado em Kingston na Jamaica. Disputa o Premier League da Jamaica.

## História
O Arnett Gardens Football Club (AGFC) foi fundado em 1977 como um clube comunitário por Anthony Spaulding, membro do parlamento da região e primeiro presidente do conselho esportivo que governava o AGFC. Ele foi sucedido por Bobby Jones, que mais tarde cedeu o cargo para o Dr. Omar Davies, que assumiu o comando do AGFC na década de 1990.

### Temporadas recentes e mudanças no comando
O início da temporada 2007-2008 provou ser um dos piores da história do clube, levando o técnico Max Straw a renunciar em 14 de janeiro de 2008, sendo substituído pelo ex-técnico Jerome Waite, que levou o Arnett Gardens aos famosos títulos consecutivos de 2001 e 2002. Em seguida, eles terminaram a temporada quatro pontos acima da zona de rebaixamento, vencendo 3 de seus últimos 4 jogos.
Waite foi demitido após apenas quatro jogos na temporada 2008-2009, perdendo todos os jogos e conseguindo marcar apenas um gol. Ele foi substituído por Fabian Davis, que deixou o cargo no final de 2009. A partir de janeiro de 2010, Wayne Fairclough era o técnico da equipe, mas decidiu renunciar em outubro de 2010. Fairclough foi sucedido pelo ex-atacante da seleção nacional, Paul Davis.
Davis levou o time a uma respeitável 5ª posição na temporada 2012-2013, sua terceira com o clube, antes de renunciar em novembro de 2012, citando falta de comprometimento dos jogadores e outros problemas dentro do clube. Em outubro de 2013, seu sucessor Calvin Lewis renunciou.
Alex Thomas assumiu o comando na temporada 2019/2020. Em 22 de outubro de 2021, ele renunciou ao cargo de técnico principal. Em 26 de outubro de 2021, Paul Davis foi anunciado como o novo técnico.

## Títulos
- Campeonato Jamaicano: 1978, 2001, 2002, 2015, 2017